# Charchigné

Charchigné este o comună în departamentul Mayenne, Franța. În 2009 avea o populație de 505 de locuitori.